# Dødsstraf
Dødsstraf eller livsstraf er henrettelse som straf for en forbrydelse. I de jurisdiktioner der praktiserer dødsstraf er den som regel forbeholdt et lille antal alvorlige forbrydelser, ofte overlagt mord og landsforræderi. I Kina praktiseres tillige dødsstraf for økonomisk kriminalitet og narkokriminalitet, og i Iran for homoseksualitet, ligesom der i visse områder kontrolleret af islamiske oprørsbevægelser gennemføres henrettelser baseret på en streng fortolkning af sharia. Mange lande har dødsstraf i den militære straffelov eller for forbrydelser begået i krigstid.
Dødsdømte holdes ofte adskilt fra andre indsatte i en særlig del af fængslerne, kaldet dødsgangen, hvor de afventer henrettelse. Den kriminalpræventive virkning af dødsstraffen er omstridt.
Ifølge Amnesty International blev 778 mennesker henrettet i 22 forskellige lande i 2013, hvilket er 100 flere end året før. Tallet omfatter dog ikke henrettelser i Kina og i Nordkorea. Af de lande, som Amnesty International har tal for, er det er især Iran og Irak, der trækker antallet af henrettede op. I Irak blev 169 mennesker henrettet, mens 369 officielt fik en dødsstraf i Iran i 2013. Amnesty anslår, at Kina sidste år henrettede flere mennesker end resten af verden tilsammen, men da dødsstraf anses for at være en statshemmelighed i Kina, er det umuligt at opnå pålidelige tal. Det anslås, at Kina i 2013 henrettede omkring 2.400 mennesker, hvilket langt overstiger det samlede antal henrettede i alle øvrige lande.
I Europa er Hviderusland det eneste land, der for nylig har eksekveret en dødsdom. Det skete i 2018, da fire borgere blev henrettet. De mest anvendte henrettelsesmetoder i dag er skydning og hængning. I USA benytter stater med dødsstraf sig primært af indsprøjtning af dødelig gift. Derudover eksekveres dødsstraf i flere lande ved halshugning, gas eller elektricitet. Flere steder, herunder Iran, Yemen og Saudi-Arabien, kan man ifølge lovgivningen straffe med stening.
I Danmark blev dødsstraf første gang afskaffet i den borgerlige straffelov den 15. april 1930. Loven trådte i kraft 15. april 1933. Dødsstraf blev på dette tidspunkt opretholdt i den militære straffelov. I forbindelse med retsopgøret efter 2. verdenskrig genindførtes dødsstraffen (som kaldtes livsstraf) i 1945 for forbrydelser begået under besættelsen. Loven var en særlov og kendes som Landsforræderloven eller retteligen Straffelovstillægget og havde tilbagevirkende kraft for handlinger begået efter 9. april 1940. 46 personer blev på den baggrund henrettet af frivillige politifolk. Den 20. juli 1950 kl. 01:00 blev Ib Birkedal Hansen henrettet som den sidste i Danmark.
Den 18. juni 1951 slettedes § 3 fra Landsforræderloven, og det er således ikke muligt at blive dømt til døden efter den borgerlige straffelov. Den 3. maj 1978 bortfaldt dødsstraffen i den militære straffelov. Dødsstraf blev således formelt afskaffet i Danmark den 22. december 1993 ved lovforslag nr. L30, til ikrafttræden 1. januar 1994. Herefter kunne Danmark tilslutte sig FN's konvention om afskaffelse af dødsstraf.

## Dødsstraf i Danmark
Den sidste der blev henrettet i fredstid efter den almindelige straffelov, var Jens Nielsen i 1892. Derefter blev alle dødsdømte benådet til livsvarigt fængsel, indtil dødsstraf i den borgerlige strafferetspleje blev afskaffet ved straffeloven fra 1930.
Kort efter ophøret af besættelsen blev der imidlertid vedtaget et tillæg til straffeloven, også kaldet Landsforræderloven, der med tilbagevirkende kraft genindførte dødsstraffen i Danmark. Der blev i alt henrettet 46 personer i perioden 1946-50 efter det særlige straffelovstillæg. Den sidste dødsstraf i Danmark blev eksekveret den 20. juli 1950 på Ib Birkedal Hansen, der var dømt for landsforræderi som følge af sit virke som Gestapo-forhørsleder og torturbøddel under besættelsen. Dødsstraffen i straffelovstillægget blev afskaffet i 1951.
Fra 1952 til 1978 gjaldt en særlig mulighed for at idømme dødsstraf i krigstid for mord, angiveri, højforræderi og landsforræderi, hvis gerningspersonen var over 21 år. Reglen mindede om den, som gjaldt i straffelovstillægget fra 1945. Hensigten var at undgå igen at skulle vedtage en lov med tilbagevirkende kraft, hvis Danmark skulle blive besat under den kolde krig. Loven blev afskaffet i 1993.
Udover dødsstraf i den borgerlige strafferetspleje har dødsstraf været hjemlet i den militære straffelov. Den 3. maj 1978 blev dødsstraffen ophævet i den militære straffelov.

### Middelalderen og Danske Lov
Dødsstraf har fundet anvendelse i det danske straffesystem, inden der kom en nedskrevet lovgivning. I de ældre tider blev tyveri straffet med døden, mens drab ofte medførte en stor bøde. Under Valdemar Atterdags første danehof juli 1354 i Nyborg blev dødsstraf konverteret til bødestraf pga. det overvættes store mandetab dvs. befolkningsmangel opstået under pesten.
Under indtryk af Moselovens princip om "øje for øje, tand for tand" blev lovene senere ændret, og brugen af dødsstraf blev efter Reformationen i Danmark mere udbredt fra 1500-tallet.
Danske Lov fra 1683 udvidede dødsstraffen til et stort antal forbrydelser som trolddom, majestætsfornærmelse og "omgængelse mod naturen" (sodomi og homoseksualitet), men den ophævede samtidig dødsstraffen for tyveri. Loven bærer præg af den lutherske ortodoksi og enevældens tidlige periode, hvor det var vigtigt for kongen og statskirken at fastslå deres magt.

### Straffeloven af 1866 og 1930
Straffeloven af 1866 tillod dødsstraf for drab og forbrydelser begået mod staten. Den sidste der blev henrettet efter straffeloven af 1866, var Jens Nielsen. Han blev henrettet 8. november 1892 ved halshugning i Horsens Tugthus, dømt for brandstiftelse og overfald.
Den 15. april 1930 blev dødsstraf afskaffet i den borgerlige straffelov. Loven trådte i kraft 15. april 1933 og udgør stadig det meste af den nuværende straffelov. Dødsstraf blev dog bibeholdt i den militære straffelov indtil 1978.

### Retsopgøret efter besættelsen
Se også: Retsopgøret efter besættelsen : Liste over henrettede
I forbindelse med retsopgøret efter 2. verdenskrig genindførtes dødsstraffen (som kaldtes livsstraf) i 1945 for forbrydelser begået under den tyske besættelse. Loven var en særlov og kendes som Landsforræderloven eller retteligen Straffelovstillægget og havde tilbagevirkende kraft for handlinger begået efter 9. april 1940.
Frihedsrådet havde udsendt en pjece i 1943 om det kommende retsopgør, og forestillede sig ikke dødsstraffen genindført. Det ændrede sig i de sidste to krigsår efter regeringens afgang, deportationen af danske jøder, tysk sabotage og terror samt forfølgelse og henrettelser af danske modstandsfolk, hvor danske stikkere, håndlangere og torturbødler hjalp til. Loven blev forberedt umiddelbart før befrielsen af en gruppe jurister fra Frihedsrådet, dommere og statslige embedsmænd. Formålet med loven var bl.a. at forhindre, at befolkningen eller tidligere modstandsfolk skulle tage sagen i egen hånd og henrette ved lynchning.
Straffelovstillægget blev vedtaget i Folketinget den 30. maj 1945, hvor 127 stemte for, fem undlod at stemme og 19 var fraværende. Den 31. maj blev loven vedtaget i Landstinget, hvor 67 stemte for, en imod, og otte var fraværende. Oluf Pedersen fra Retsforbundet var den ivrigste kritiker i Folketinget, og den eneste nej-stemme var Ingeborg Hansen, landstingsmedlem for Socialdemokratiet.

### Fuldbyrdede dødsdomme
Ca. 13.500 blev dømt under retsopgøret. Heraf blev 103 dødsdømt. 78 af dødsdommene blev bekræftet af Højesteret. Herefter blev en del benådet, bl.a. Grethe Bartram og Anna Lund Lorenzen.
De andre 46 blev henrettet ved skydning af en gruppe frivillige politifolk. Det skete enten i Undallslund Plantage ved Viborg eller i København, hvor et specielt skur blev opført på det militære område ved Margretheholm. Fundamentet og afløbet fra stedet kan endnu ses på 2. Redan på Christianshavns vold (se Henrettelsesskuret).
Den 5. januar 1946 blev Knud Flemming Helweg-Larsen henrettet som den første efter vedtagelsen af Landsforræderloven. Den 20. juli 1950 kl. 01:00 blev Ib Birkedal Hansen henrettet i København som den sidste i Danmark.

### Ophævelse og formel afskaffelse
Den 18. juni 1951 slettes §3 fra Landsforræderloven, og det er nu ikke muligt at blive dømt til døden efter den borgerlige straffelov.
Krigsforbrydertillægget fra 1945 hjemlede stadig mulighed for dødsstraf. Dødsstraf blev formelt afskaffet i Danmark den 22. december 1993 ved lovforslag nr. L30, til ikrafttræden 1. januar 1994. Herefter kunne Danmark tilslutte sig FN's konvention om afskaffelse af dødsstraf.
I 2002 har Danmark yderligere tiltrådt Europarådets 13. tillægsprotokol af 3. maj 2002 til den europæiske menneskerettighedskonvention, som forpligter til ikke at anvende dødsstraf under nogen omstændigheder. Derefter kan Danmark ikke indføre dødsstraf, medmindre man opsiger disse konventioner.

### Aktuel diskussion
Der er fra tid til anden opstået diskussion om genindførelse af dødsstraf, f.eks. i forbindelse med omtalte og brutale drabssager. Meningsmålinger har vist, at et lille eller større mindretal går ind for at genindføre dødsstraf, alt afhængigt af spørgsmålets udformning. Kravet har dog ikke været støttet af organisationer, politiske partier eller af pressen.
I 2001 opstod kortvarigt Landsforeningen henret Peter Lundin, stiftet af den tidligere straffede bokser Mark Hulstrøm og nogle anonyme personer. Foreningen krævede ikke dødsstraf genindført i straffeloven, men krævede, at Folketinget vedtog en særlov, der ville give dødsstraf til den tredobbelte morder Peter Lundin.
I november 2012 viste en meningsmåling foretaget af YouGov, at hver fjerde dansker gik ind for dødsstraf. 944 danskere var blevet adspurgt til deres holdning omkring dødsstraf, og her gav omkring 25 procent udtryk for en positiv holdning.

## På verdensplan
Dødsstraf er afskaffet i alle europæiske lande, undtagen Hviderusland, men praktiseres stadig i mange udviklingslande og USA, Japan og Thailand. De første lande der afskaffede dødsstraf i deres forfatninger, var Tyskland og Costa Rica i 1949. Én tysk delstat, Hessen, havde formelt dødsstraf uden at praktisere den, indtil den blev fjernet fra Hessens forfatning i 2017.
Ifølge Amnesty Internationals årlige rapport om dødsstraf blev der i 2013 udført mindst 778 henrettelser i mindst 22 lande, en stigning på 15 % i forhold til 2012. Tallene inkluderer ikke antallet af henrettelser i Kina. Kina offentliggør ikke oplysninger om henrettelser i landet, da dette anses som en statshemmelighed. Der er således ikke officielle tal for antallet af henrettelser i Kina, men det anslås af Amnesty International, at Kina i 2013 henrettede "i tusindvis" hvert år og andre kilder anslår antallet af henrettede i 2013 til et sted mellem 2.400 og 3.000 mennesker. Tallene omfatter gennemførte henrettelser; antallet af dødsdomme er langt højere, men langt fra alle dødsdomme eksekveres. i 2008 blev der anslået afsagt 8864 dødsdomme, hvoraf .2390 blev anslået eksekveret.
Bortses fra Kina, blev ca. 80 % af alle henrettelser foretaget af tre lande: Iran, Irak og Saudi Arabien.
De 12 lande, som udførte flest henrettelser i 2013, var:
|    | Land                  | Henrettelser            |  |
| 1  | Folkerepublikken Kina | 2.400 - 3.000 (anslået) |  |
| 2  | Iran                  | 369+                    |  |
| 3  | Irak                  | 169+                    |  |
| 4  | Saudi-Arabien         | 79+                     |  |
| 5  | USA                   | 39                      |  |
| 6  | Somalia               | 34+                     |  |
| 7  | Sudan                 | 21+                     |  |
| 8  | Yemen                 | 13+                     |  |
| 9  | Japan                 | 8                       |  |
| 10 | Vietnam               | 7                       |  |
| 11 | Taiwan                | 6                       |  |
| 12 | Kuwait                | 5                       |  |

Listen omfatter ikke Nordkorea, der som Kina ikke offentliggør oplysninger om henrettelser i landet.
Siden 1990 har 9 lande foretaget henrettelser af personer under 18 år, hvoraf USA i perioden 1990-2003 stod for 19 henrettelser, indtil USA i 2005 formelt afskaffede henrettelser af mindreårige. Ifølge Amnesty International henrettede følgende lande mindreårige (antallet i parentes) i perioden 2005-2013: Iran (40), Saudi Arabien (7), Sudan (2), Yemen (2) og Pakistan (1). Der foreligger ikke tal for henrettelser af mindreårige i Kina.
Flere lande har afskaffet dødsstraf umiddelbart efter afslutningen af en længerevarende væbnet konflikt for bedre at kunne gennemføre et retsopgør; således Angola, Mozambique, Sydafrika og Cambodja. Sydamerika gik i slutningen af 1800-tallet i front med at afskaffe dødsstraf, mens de europæiske lande først kom med i løbet af mellemkrigstiden, idet dog mange, heriblandt Danmark, genindførte den i forbindelse med retsopgøret efter 2. verdenskrig.

### Afrika og Asien
Dødsstraffen findes i en lang række afrikanske og asiatiske lande. Eneste muslimske lande uden dødsstraf er Aserbajdsjan og Turkmenistan (Tyrkiet afskaffede dødsstraf fra den civile straffelov i 2006).
Folkerepublikken Kina er det land i verden, der hyppigst anvender dødsstraf, og landet henretter hvert år flere end alle andre lande tilsammen.

### USA
Udover forbundsmyndighederne praktiserer 27 af de 50 delstater i USA dødsstraf. Hver delstat har egne love, når det gælder praktisering af dødsstraf. Forbrydelser som anses for værende føderale forbrydelser (f.eks. politidrab) er der dødsstraf for, hvilket betyder, at uanset den pågældende delstats lovgivning, har forbundsanklageren mulighed for at kræve dødsstraf. Har den delstat, som forbryderen begik forbrydelsen i, ikke dødsstraf, vælger forbundsdomstolen en delstat, der praktiserer dødsstraf.
USA har altid praktiseret dødsstraf, bortset fra i en periode mellem 1972 og 1976. 1,080 personer er blevet henrettet siden 1976, hvoraf delstaten Texas har stået for de 394 (pr. 1. juni 2007). Den første amerikaner, der blev henrettet efter 1976 var Gary Mark Gilmore, som blev skudt i Utah den 17. januar 1977. Han var den første, som blev henrettet ved skydning, og der er kun ét tilfælde siden - også i Utah. Totalt sidder der i dag 3.309 personer (pr. 1. januar 2008) på dødsgangen (death row) i USA. Med 39 henrettelser i 2013 er USA nr. 5 på listen over antallet af eksekverede dødsdomme (efter Kina (mellem 2.400 og 3.000), Iran (369+), Irak (169+) og Saudi-Arabien (+79)).
Den mest brugte henrettelsesmetode i dag er giftinjektion eller dødelig indsprøjtning som er tilladt i 37 af 38 delstater. I Nebraska var det kun den den elektriske stol der var tilladt, indtil delstaten 27. maj 2015 afskaffede dødsstraf. Tidligere var hængning mere almindelig.
USA ophørte i begyndelsen af 2005 med at henrette mindreårige. Dette er sket efter et betydeligt pres fra mange lande og organisationer. Amnesty International, der er ubetinget modstander af dødsstraf, har været meget engageret i problemet. De nordiske børnelægers og børnepsykiateres organisationer sendte en fælles skrivelse til USA i slutningen af 2004 med en kraftig opfordring til at ophøre med at henrette mindreårige.
Mere specifikt blev dødsstraf for mindreårige i USA afskaffet ved en højesteretsdom (Roper vs. Simmons) 1. marts 2005, der afgjorde at denne praksis var i strid med den amerikanske forfatning.
Texas er den delstat i USA, der henretter flest mennesker. I 2008 henrettede de 18 personer, hvor Virginia med næstflest henrettede 4 af de i alt 37 personer som blev henrettet i USA det år. Da den tidligere præsident George W. Bush var guvernør i Texas fra 1995 til 2000, beordrede han i alt 152 henrettelser gennemført. Texas har stået for over 36 % af samtlige henrettelser siden 1977.
Den 21. juli 2009 blev person nummer 1.000 henrettet i USA siden genindførelsen af dødsstraffen i 1976. Det var den 36-årige Marvallous Keene. Han dræbte i julen 1992 fem personer og sårede to. Selve henrettelsen foregik med en dødelig indsprøjtning i Southern Ohio Correctional Facility i byen Lucasville, Ohio. Det var også staten Ohio der henrettede nummer 999. Det skete blot syv dage før og var det korteste tidsrum imellem to eksekveringer siden 2004, hvor staten henrettede to personer indenfor seks dage.

### Danske love
- 6. juli 1946 Landsforræderloven Bekendtgørelse af Lov om Tillæg til Borgerlig Straffelov angaaende Forræderi og anden landsskadelig Virksomhed Arkiveret 6. november 2012 hos  Wayback Machine
- 12. juli 1946 Lov om Straf for Krigsforbrydelser Arkiveret 12. november 2011 hos  Wayback Machine
- 18. juni 1951 §3 i Landsforræderloven slettes Arkiveret 6. november 2012 hos  Wayback Machine, herefter betragtes dødsstraf som afskaffet i den borgerlige straffelov. (Lov om ændring af reglerne om fortabelse af rettigheder som følge af straf)
- 22. december 1993 Lov om ændring af lov om tillæg til borgerlig straffelov angående forræderi og anden landsskadelig virksomhed og lov om straf for krigsforbrydelser (Afskaffelse af dødsstraf) Arkiveret 6. november 2012 hos  Wayback Machine
- 20. juni 2005 Militær straffelov Arkiveret 29. april 2012 hos  Wayback Machine